# Bedřich Zemek
Bedřich Zemek (7. července 1907, Rozhraní – ?) byl český matematik.

## Život
Poté, co Bedřich Zemek ukončil reálku v Bučovicích, nastoupil na Přírodovědeckou fakultu Masarykovy univerzity v Brně. Jako středoškolský učitel působil po skončení vysoké školy na mnoha středních školách v Bohumíně, Holešově nebo Praze.
V roce 1950 zakotvil na pedagogickém gymnáziu v Brandýse nad Labem, odkud potom přešel na katedru matematiky na pedagogickém institutu. Po přeměně institutu v Pedagogickou fakultu Univerzity Karlovy se zde stal členem katedry matematiky.
Bedřich Zemek pracoval zejména v oblasti metodiky, jako spoluautor zpracoval učebnici metodiky matematiky pro pedagogické instituty.